# Тюменская улица (Москва)
Тюме́нская у́лица — улица, расположенная в Восточном административном округе города Москвы на территории района Богородское и на его границе с районом Преображенское.

## История
Улица получила своё название в 1985 году в честь города Тюмень, первого русского города в Сибири, основанного в 1586 году на месте татарского города Чинги-Тура, взятого Ермаком в 1581 году, по расположению на северо-востоке Москвы.

## Расположение
Тюменская улица проходит от Открытого шоссе на юго-восток, с юга к ней примыкает набережная Шитова, улица поворачивает на восток, с севера к ней примыкает Тюменский проезд, улица проходит далее и оканчивается, не доходя до путей Малого кольца Московской железной дороги. У начала улицы расположен сквер, прилегающий к Открытому шоссе. С противоположной стороны Открытого шоссе расположена площадь, образованная проезжими частями бульвара Маршала Рокоссовского, продолжающимся на северо-запад. Почти вся улица расположена на границе районов Богородское и Преображенское, за исключением короткого участка восточнее набережной Шитова, расположенного на территории района Богородское. Нумерация домов начинается от Открытого шоссе.

## Перспективы
- Существуют планы соединения улицы, в ходе развития местных дорог, с точкой соединения 6-го проезда Подбельского и Окружного проезда[3][4].
  - На осень 2021 года, эти работы ещё не начинались; конкретные сроки пока не оглашались.
  - На декабрь 2024 года: прошли общественные обсуждения: выполнение проектно-изыскательских работ и работ по строительству объекта капитального строительства «Улично-дорожная сеть для обслуживания станций МЦК «Бульвар Рокоссовского» и «Локомотив» со строительством транспортной развязки на Тюменской ул.»; сумма: 9.3 млрд рублей[5].
    - Реконструкция Тюменской улицы: Протяженность L= 550,0 м.; 2 полосы движения в каждом направлении.

## Транспорт

### Наземный транспорт
По Тюменской улице не проходят маршруты наземного общественного городского транспорта. У западного конца улицы, на Открытом шоссе, расположена остановка «Бульвар Маршала Рокоссовского» трамваев № 4, 13, 36.

### Метро
- Станция метро «Бульвар Рокоссовского» Сокольнической линии — севернее улицы, на пересечении Открытого шоссе с Ивантеевской улицей и Тюменским проездом

### Железнодорожный транспорт
- Станция Бульвар Рокоссовского Московского центрального кольца — севернее улицы, на 6-м проезде Подбельского